# Ängholmen (ö i Egentliga Finland)
Ängholmen (fi: Niittusaari) är en ö i Finland. Den ligger i Skärgårdshavet och i kommunen Åbo i den ekonomiska regionen  Åbo ekonomiska region i landskapet Egentliga Finland, i den sydvästra delen av landet. Ön ligger omkring 12 kilometer söder om Åbo och omkring 150 kilometer väster om Helsingfors.
Öns area är 34,8 hektar och dess största längd är 1,2 kilometer i öst-västlig riktning. Ön höjer sig omkring 40 meter över havsytan. I omgivningarna runt Niittusaari växer i huvudsak barrskog.